# Le Bois-Plage-en-Ré
Le Bois-Plage-en-Ré é uma comuna francesa na região administrativa da Nova Aquitânia, no departamento de Charente-Maritime. Estende-se por uma área de 12,18 km². Em 2010 a comuna tinha 2 276 habitantes (densidade: 186,9 hab./km²).